# Passera de pedres

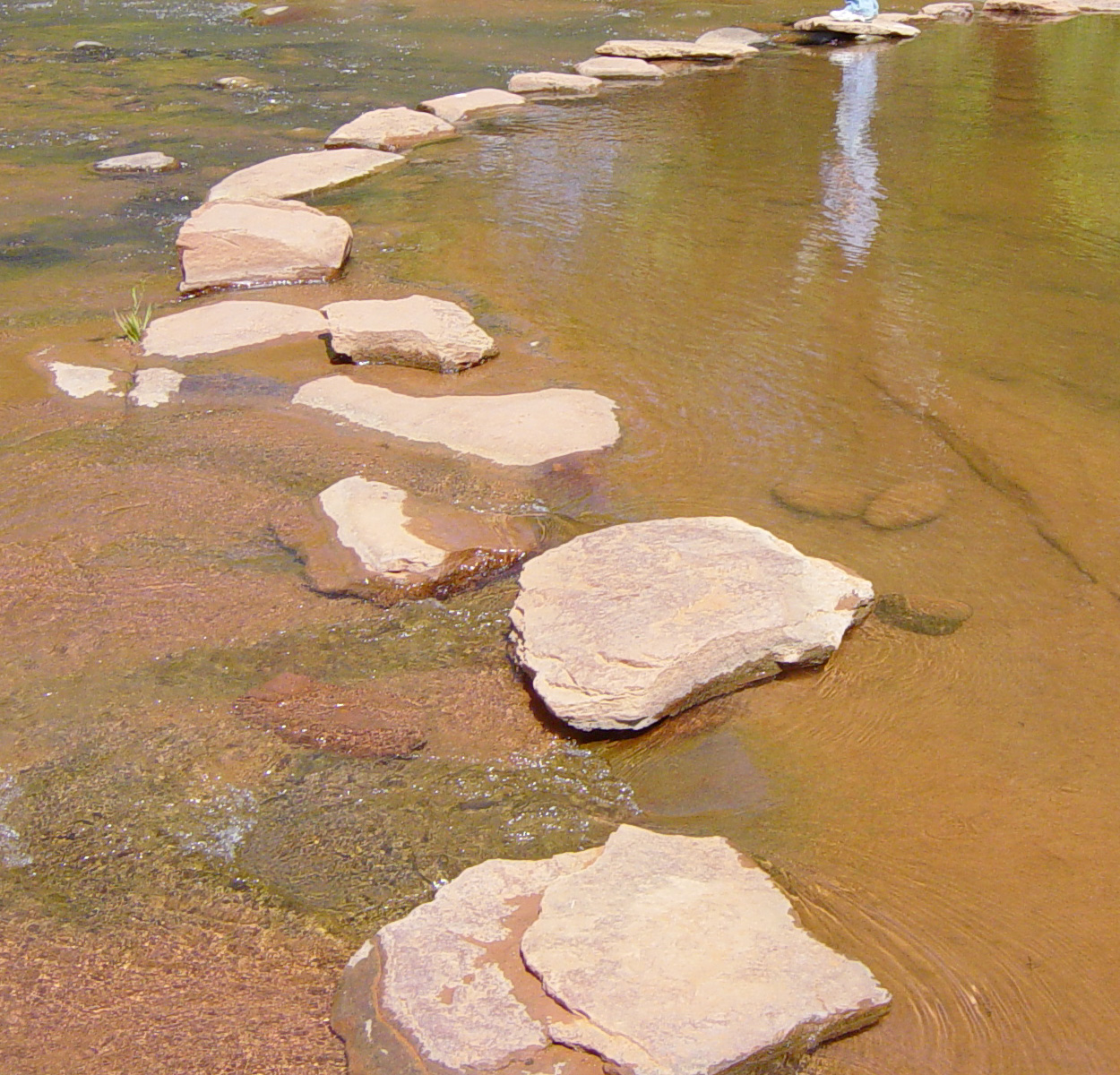
Passera rústica formada per pedres en estat natural

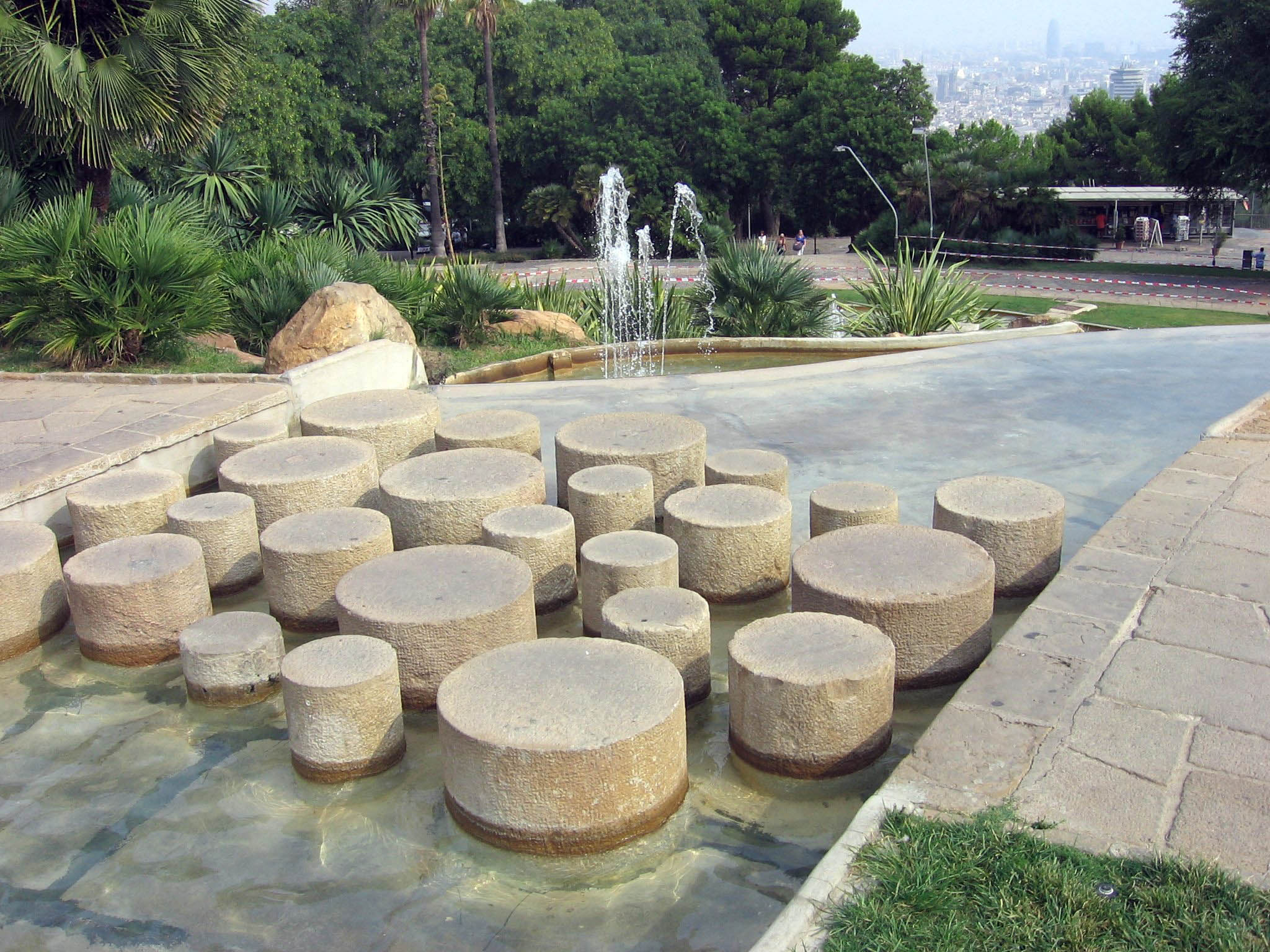
Passera de disseny moderna. Jardins del Mirador de l'Alcalde a Barcelona

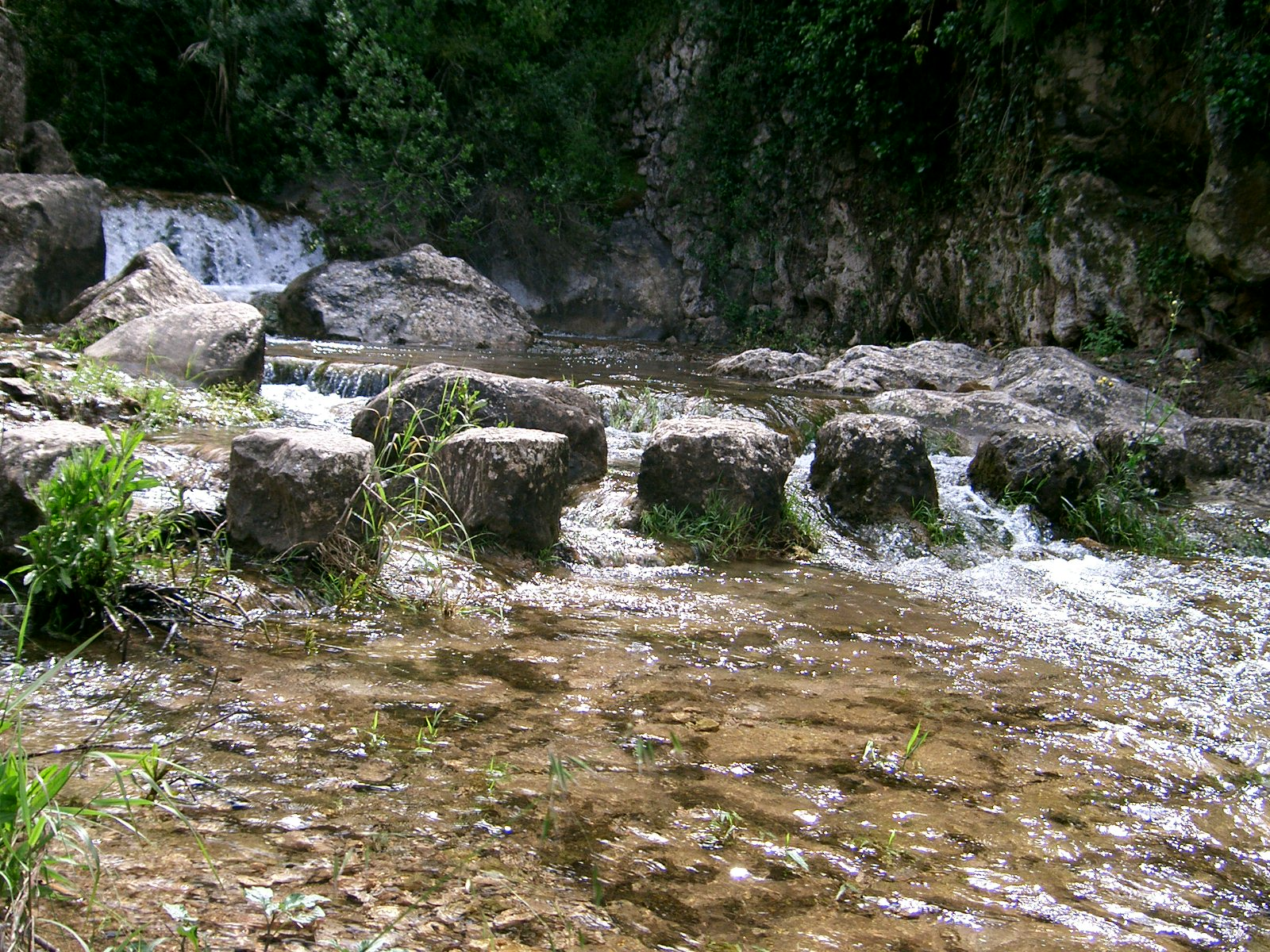
Passadora al torrent de Fornalutx (Mallorca)

Una passera de pedres o passadora és una construcció relacionada amb la tècnica de la pedra en sec, consistent en una pedra o un conjunt de pedres que es col·loquen alineades en un rierol, en un riu o en qualsevol pas d'aigua, per poder travessar-los a peu. que permet a un vianant creuar un curs d'aigua natural. com un riu; o un estany en un jardí on l'aigua pot fluir entre graons de pedra.
El concepte de llum aplicable als ponts – distància entre dos pilars o suports- no té sentit en les passeres. Cada pedra és suport i camí. Les passeres de pedres, juntament amb els ponts de troncs, són conceptualment els primers tipus de ponts. De vegades són construïts per excursionistes. Poden ser impossibles de creuar quan el nivell del riu és alt, com també poden ser desestructurades per la força del riu en una rierada.

## Descripció
En la seva forma més senzilla una passera de pedres està formada per un conjunt de pedres grosses disposades a una distància d’una passa humana sobre el fons d’un rierol o un altre accident hidrogràfic. La part més alta de cada pedra sobresurt del nivell habitual de l’aigua i permet a una persona passar el riu a peu eixut caminant (o saltant) de pedra en pedra.
Hi ha passeres improvisades construïdes amb pedres petites de forma ràpida
només adequades com a solució provisional.
Una passera acostuma a estar associada a un gual natural. Una zona amb poca fondària i corrent relativament baix que permet el pas del bestiar caminant per l’aigua. En aquest cas, una passera de pedres permetria el pas de les persones a peu eixut, desplaçant-se sobre les pedres, al costat dels animals que caminarien per l'aigua.

## Nivell de l’aigua
En certs casos el nivell de l’aigua pot considerar-se constant: llacs, aiguamolls i similars. Les passeres són estables i de llarga durada. En trajectes freqüents és possible invertir temps i esforç en construir passeres funcionals i segures.
Quan les passeres s’han d’adaptar a nivells d’aigua variables – amb rius, rieres o torrents- la construcció acostuma a ser precària amb més probabilitat de destrucció. Solucions més adequades a les aigües amb nivell variable serien les palanques o els ponts de troncs.

## Elements constructius

### Pedres en estat natural
Una passera de pedres està formada per pedres. En les passeres senzilles cada pedra (també anomenada passera, de forma individual) pot ser carregada per una o dues persones sense eines especials. Les passeres més estables estan formades per pedres més grosses, molt més estables però de manipulació més difícil.

### Pedres tallades
Algunes passeres estan formades per pedres parcialment o completament tallades.

### Materials artificials
Imitant les passeres de pedra natural hi ha passeres formades per elements de maçoneria, formigó o pedra artificial.

## Seguretat
L’ús d’una passera comporta alguns perills potencials. Si la passera és estable la superfície d’alguna pedra pot ser lliscant (encara que no ho sembli). Hi ha passeres de pedres amb una o dues baranes auxiliars. Moltes passeres poden estar formades per alguna pedra inestable o per elements massa separats que exigeixin un salt.
Cal recordar que de nit o en situacions de visibilitat reduïda el risc d’accidents pot incrementar-se de forma notable.

## Concepte general

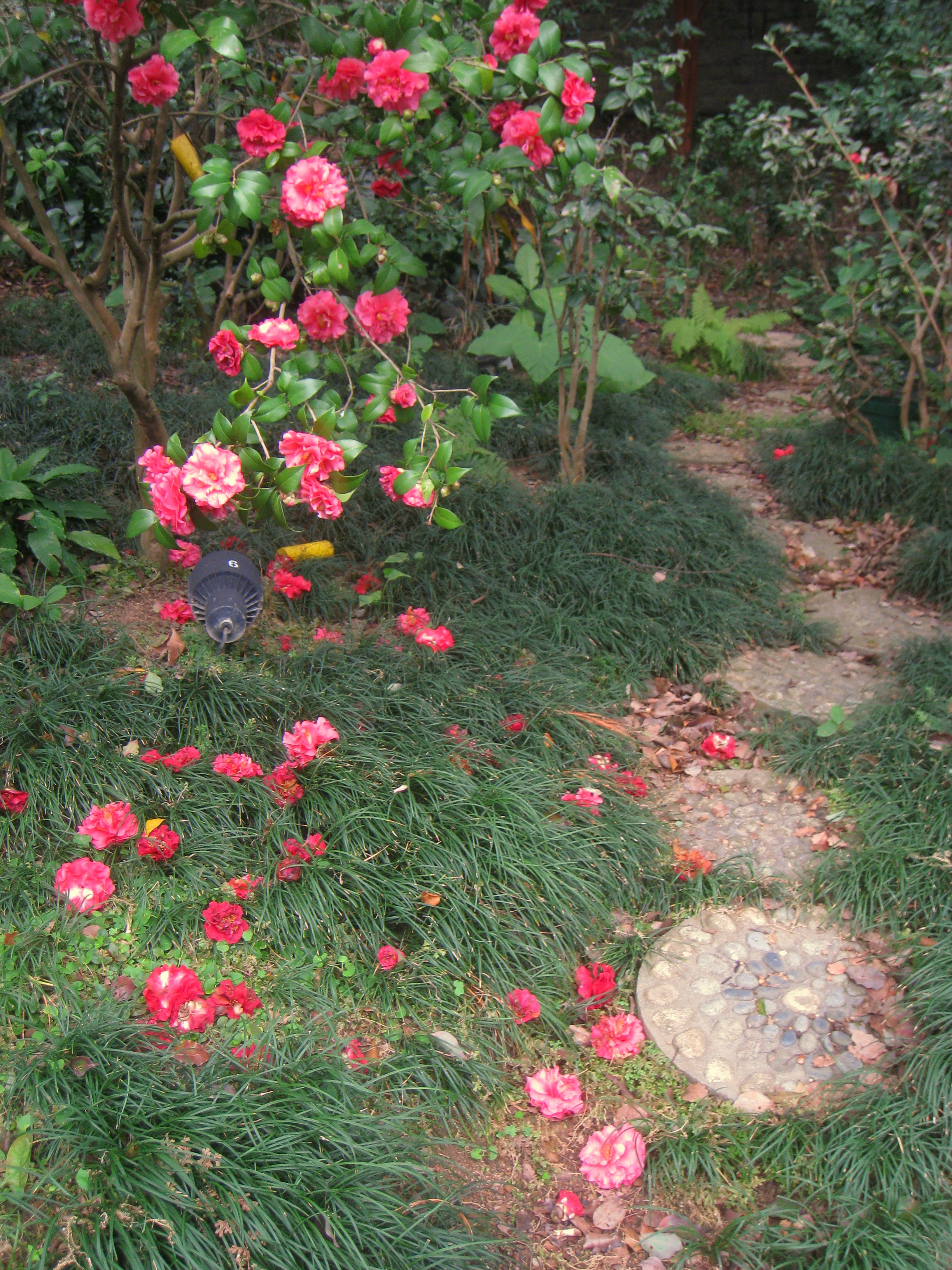
Passera de jardí al Hong Kong Botanical Garden.

Les passeres de pedra s’associen sovint als accidents hidrogràfics, permetent un trànsit eixut de les persones passant de pedra en pedra. El concepte es pot estendre a altres construccions similars (basades en camins formats per pedres aïllades) que permeten un desplaçament que eviti trepitjar sòls de característiques no desitjades: grava, sorra, pedres petites... En aquests casos les passeres faciliten caminar sobre un sender més còmode i segur.
En molts jardins hi ha passeres de lloses per a protegir la gespa o plantes ornamentals.

## Japó
En els jardins japonesos tradicionals, el terme "  iso-watari " es refereix als camins de pedres que condueixen a través de parts poc profundes d'un estany. Utilitzant  iso-watari per creuar estanys o parts superficials de rierols, es poden veure els peixos i les plantes que hi ha a l'estany, com carpes, tortugues i aus aquàtiques. Funciona com un pont, però es camina a un pas més lent.

## Passeres històriques
Els Drukken Steps a  Eglinton Woods de Ayrshire del Nord a Escòcia van ser el lloc preferit del poeta Robert Burns i el seu company Richard Brown, mentre vivien a Irvine els anys 1781 i 1782. El nom "Drukken" es basa en la marxa d'una persona mentre passa de pedra a pedra en creuar el Red Burn. Set o més pedres es van establir originalment a Red Burn, que era molt més ample que el 2009. Burns, fins i tot va utilitzar la grafia escocesa "Drucken" en lloc de "Drukken". Les ruïnes dels Drukken Steps es troben a la Eglinton Country Park.

## Toponimia
En moltes contrades es conserven físicament les passeres de pedres tradicionals. A vegades la construcció real ha desaparegut però es preserva el nom de l'artifici (passera o passeres).

## Literatura
Les passeres de pedra - i les passeres en general- han estat documentades en diverses obres escrites. Com a referències a obres físiques o com a metàfores. Les passeres virtuals simbolitzen fets o actuacions que faciliten o permeten camins espirituals. Cada pedra passera és un punt de pas emblematic. Una mena de gra de rosari ideal.

### Pere el Cerimoniós
En l’obra coneguda com “Els motius dei rei en Pere”, el Cerimoniós atacava diverses persones de les quals devia tenir mals records.
Una de les comparacions despectives associava passeres dolentes a les dones de Girona (probablement aplicada a una dona particular que devia ser prou coneguda en la seva època).
| «                         | -Deus te guart, de paret fesa e de hom de Manresa: De passera rodona, e dona de Girona... | » |
| — Motius del rei en Pere. |                                                                                           |   |

### Vicent Ferrer
En la Quaresma de sant Vicent Ferrer, predicada a València l'any 1413, es fa referència a una passera o palanca. No pas de pedres sinó formada per una biga de fusta.

### Melcior Font
| «                      | La lluna sap els camins, però cau de les passeres. El cavall se n'ha abeurat, quan passava la riera. -Aigua de neu - fa el cavall -aigua de neu i no és freda. | » |
| — Lluna. Melcior Font. | |   |

## Galeria

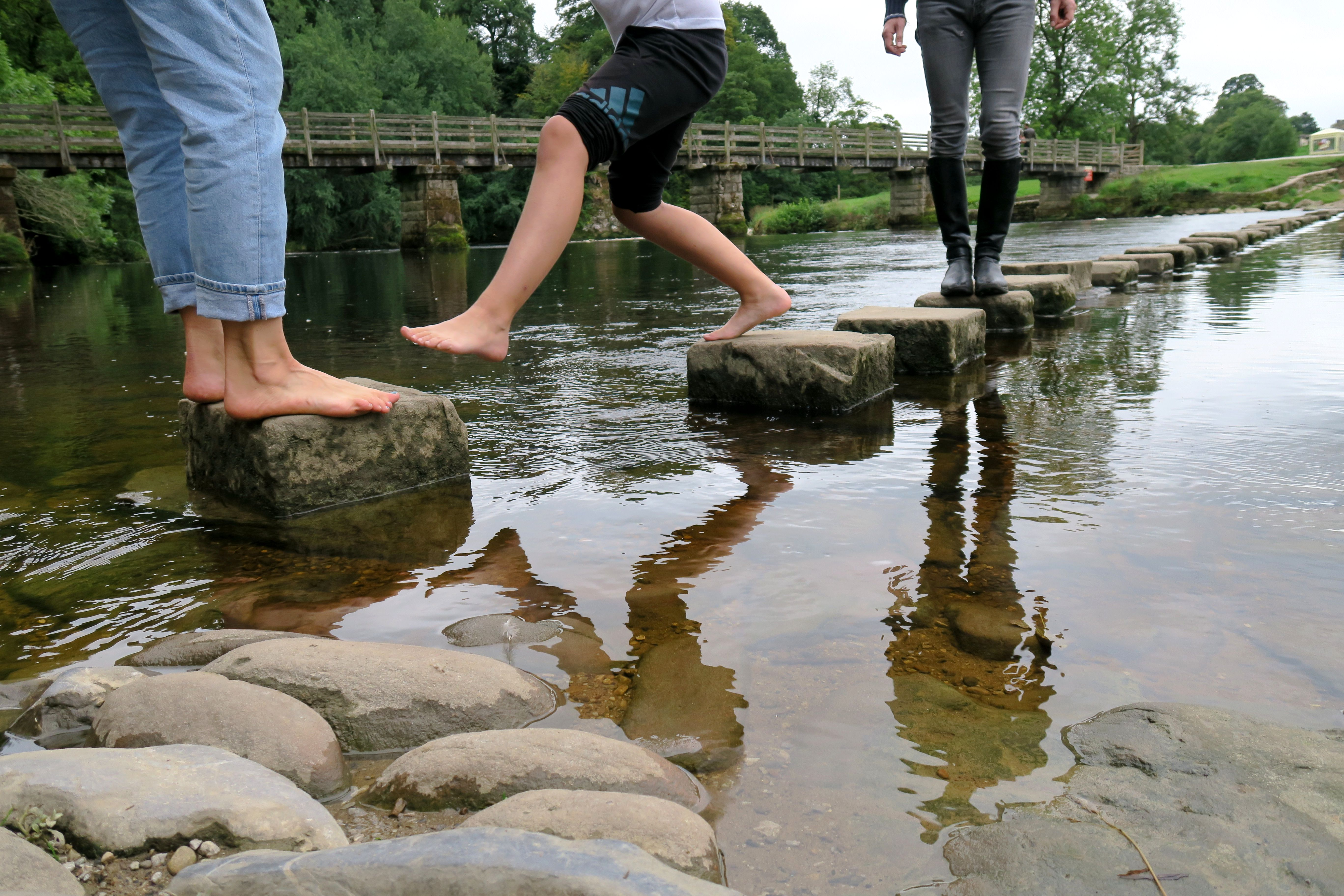
Passeres de pedra de l'Abadia de Bolton
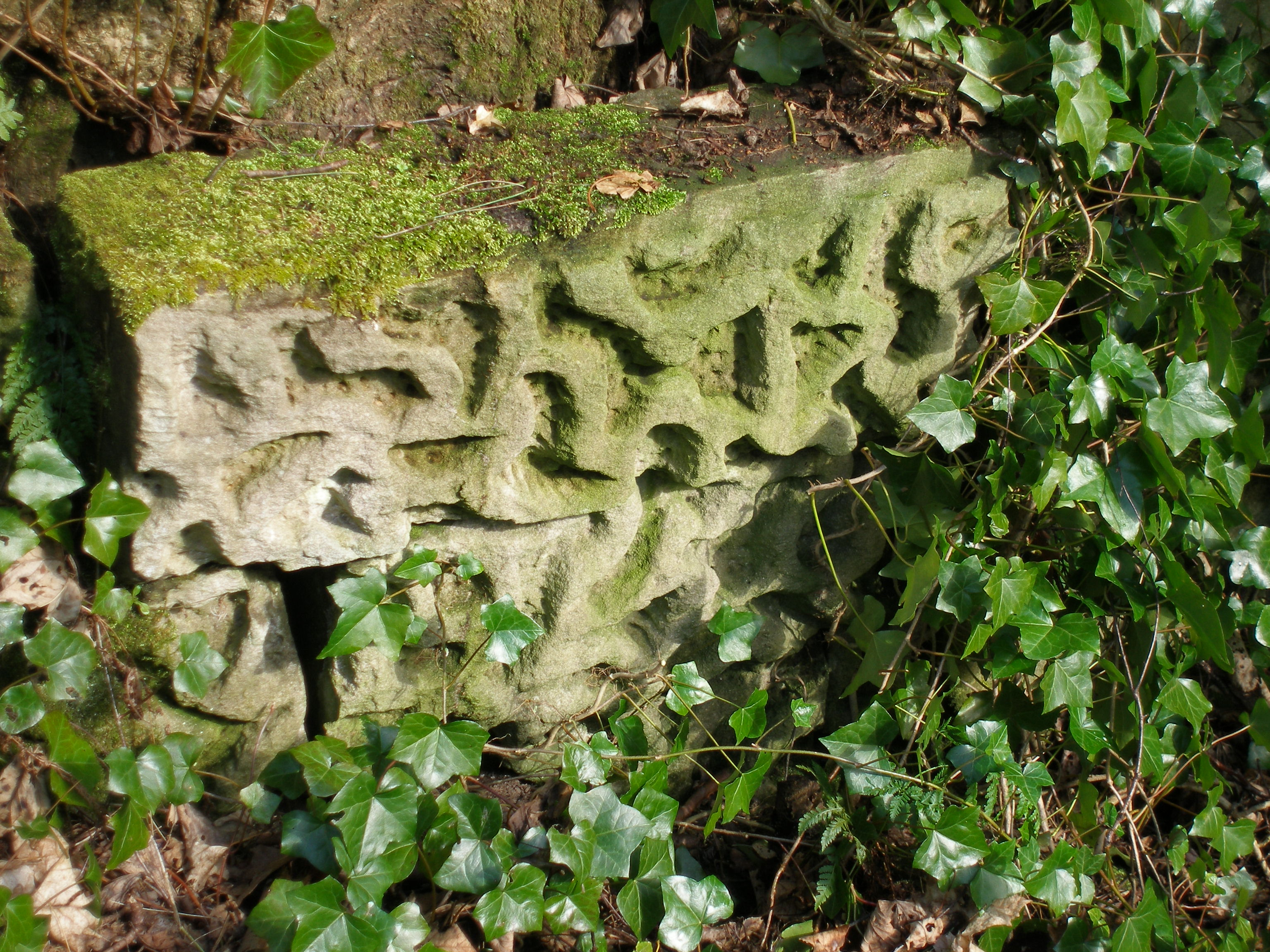
Passeres d'estuc a Drukken Steps, Escòcia
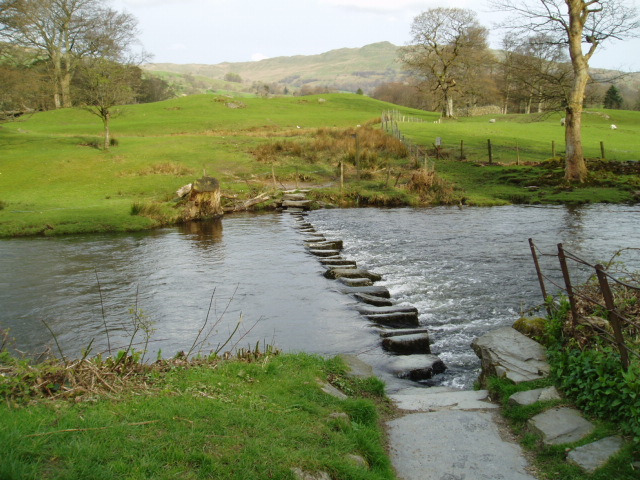
Passeres al riu Rothay, Lake District, Anglaterra
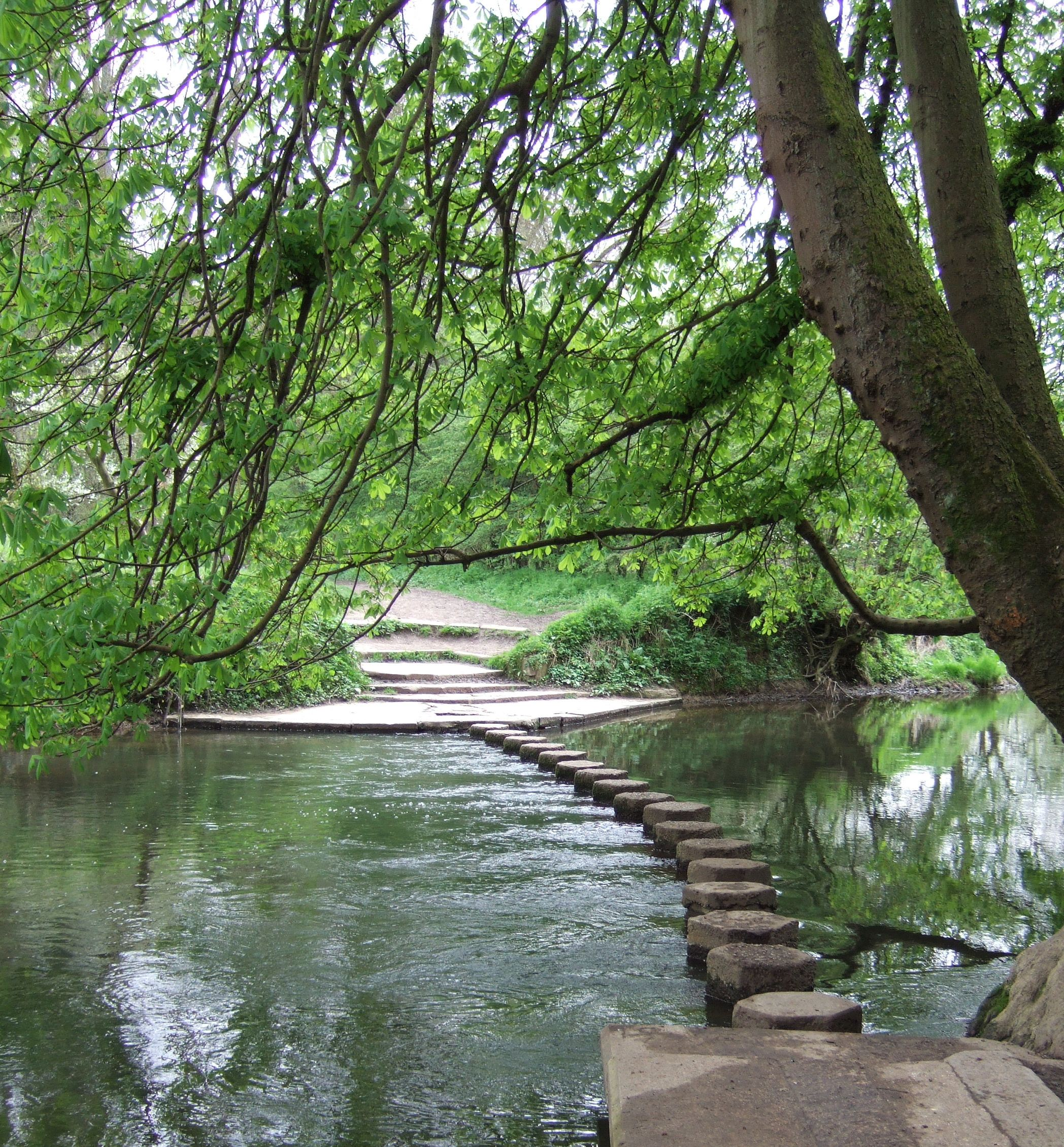
Passeres a través del riu Mole al peu de Box Hill, Surrey, Anglaterra